# Mieli
MIELI Psykisk Hälsa Finland rf är ett finländskt förbund för psykisk hälsa. Förbundets mål är att främja psykisk hälsa, erbjuda krishjälp samt förebygga psykisk ohälsa. Mieliförbundet är en av världens äldsta medborgarorganisationer inom psykisk hälsa och grundades 1897.
Det finska ordet "mieli" betyder "sinne" på svenska.

## Historia
MIELI rf grundades i det kejserliga Storfurstendömet Finland år 1897 under namnet "Skyddsförening för Sinnessjuka". Förbundet hade som syfte att bistå konvalescenter som skrevs ut från psykiatriska sjukhus, motverka fördomar och sprida information om psykisk ohälsa. Initiativet att grunda föreningen togs av professor Thiodolf Sælan, överläkare vid Lappvikens sjukhus i Helsingfors. 
I början av 1900-talet inriktades förbundets verksamhet på folkbildningsarbete, och år 1919 bytte förbundet namn till "Stiftelsen för Psykisk Hälsa". När det förebyggande arbetet blev en del av organisationens verksamhet ändrades namnet till "Föreningen för nerv- och sinnessjukdomarnas bekämpande" år 1939. 
Från 1952 hette föreningen "Mentalhygieniska föreningen i Finland", och år 1989 moderniserades namnet till "Föreningen för Mental Hälsa i Finland". Det nuvarande namnet, "MIELI Psykisk Hälsa Finland," antogs 2019. 

## Organisation
Det högsta beslutande organet i MIELI rf är förbundsmötet, som samlas en gång per år. MIELI rf:s ordförande är europaparlamentariker Sirpa Pietikäinen, och verksamhetsledaren är Sari Aalto-Matturi (från 2023). 
MIELI Psykisk Hälsa Finland rf är en tvåspråkig organisation, vilket innebär att verksamheten bedrivs på både finska och svenska. Dessutom bedriver organisationen arbete på engelska under namnet MIELI Mental Health Finland.

## Verksamhet
MIELI rf koordinerar kriscenternätverket, som består av 22 kriscenter runtom i Finland. MIELI upprätthåller en kristelefon som erbjuder samtalsstöd vid kriser på olika språk. Ett av syftena med kristelefonen är att förebygga självmord. Tukinet är en finskspråkig onlineplattform som erbjuder hjälp, stöd och möjligheter till utbyte av personliga erfarenheter. 
Därtill ordnar MIELI kamratstödsgrupper för personer som har upplevt olika svåra livssituationer. Centret för förebyggande av självmord har mottagningar i Helsingfors och Kuopio som erbjuder hjälp till personer som har försökt begå självmord och deras närstående.  Förbundet upprätthåller även Brottsofferjouren, som erbjuder hjälp, stöd och rådgivning för brottsoffer, deras närstående och övriga parter i straffprocessen.  MIELI erbjuder även utbildningar, material och verktyg till yrkespersoner som arbetar med barn och unga för att stödja och utveckla kompetensen inom psykisk hälsa. 
MIELI ger också beslutsfattarna information om hur befolkningens psykiska hälsa kan främjas. Detta sker genom utlåtanden, Mentalhälsopolitiska delegationen och dess ställningstaganden, samt genom diskussioner med olika ministerier och beslutsfattare. Därtill är MIELI verksamt inom olika internationella nätverk. 

## Lappviken
Lappvikens sjukhus färdigställdes år 1841 efter en kejserlig order att bygga det första psykiatriska sjukhuset i Finland. Byggnaden, ritad av Carl Ludvig Engel, fungerade som ett sjukhus ända fram till år 2007, när Helsingfors stad beslutade att den gamla byggnaden inte längre var lämplig som sjukhus. De sista patienterna lämnade byggnaden år 2008 när ätstörningspolikliniken flyttade till HUCS Psykiatricentrum, det före detta Hesperia sjukhus.
Stiftelsen Lappviken sr samlar in medel för att rädda och bevara Lappviksområdets värdefulla byggnader och den tidigare sjukhusparken för att bevara kulturmiljön öppen för alla och främja psykisk hälsa. Stiftelsen kan uppnå sitt syfte genom att förvärva andelar i det fastighetsbolag som kommer att grundas. Stiftelsen kan även på andra sätt stödja verksamheter som främjar psykisk hälsa och inkluderande kultur i Lappviksområdet.
Byggnaderna och parken ägs av Helsingfors stad. Staden planerar för närvarande området, och en delvis försäljning av byggnaderna till en kommersiell aktör är under övervägande.
Nuförtiden fungerar Lappvikens Källa i de gamla sjukhusbyggnaderna och platsen är ett centrum för psykiskt välbefinnande och olika evenemang, öppet för alla. Målet är att bevara den gamla sjukhusbyggnaden som en plattform där människors psykiska hälsa och välbefinnande kan främjas med stöd av MIELI Psykisk Hälsa Finland och föreningen Pro Lappviken.
Utrymmen vid Lappvikens sjukhus har hyrts av Helsingfors stad för initiativet Lappvikens Källa. MIELI rf har grundat det sociala företaget Lappvikens Källa Ab för att hyra ut utrymmen till de olika aktörerna inom initiativet. Lappvikens Källa är ett centrum för psykiskt välbefinnande och en mötesplats för kultur i Helsingfors. Stiftelsen Lappviken stöder verksamheten på Lappviken och bevarar områdets byggnads- och kulturhistoria samt parkens naturvärden. 
Ett flertal nationella och lokala föreningar för psykisk hälsa deltar i välbefinnandecentret, inklusive Centralförbundet för mental hälsa (MTKL), Psykosociala förbundet, Alvi ry, Aula-työkotien Kannatusyhdistys ry, Etappi ry, FinFami Nyland rf, Kaakkois-Suomen sosiaalipsykiatrinen yhdistys ry, Kukunori ry, HELMI ry, Sympati rf, Pro Lappviken rf, Majakka ry och många andra organisationer och privatpersoner. 

## Ekonomi
MIELI rf får sin finansiering framför allt från Social- och hälsovårdsministeriet, som står för cirka 70 procent av föreningens inkomster. En stor del av dessa medel kommer från Social- och hälsoorganisationernas understödscentral (STEA), som är underordnad ministeriet. MIELI rf:s verksamhet finansieras även av andra ministerier, övriga statliga myndigheter, kommuner, församlingar och Europeiska kommissionen.
En betydande finansiär är även Folkhälsoföreningen i Finland rf. Insamlingar, donationer och testamenten utgör också viktiga bidrag till finansieringen.